# ألبينا ديجانابيفا
ألبينا ديجانابيفا (بالروسية: Альбина Джанабаева)‏ هي مقدمة تلفزيونية ومذيعة ومغنية وممثلة روسية، ولدت في 9 أبريل 1979 بغوروديشتشي في روسيا. بدأت مشوارها المهني سنة 1998.

## وصلات خارجية
- ألبينا ديجانابيفا على موقع IMDb (الإنجليزية)
- ألبينا ديجانابيفا على موقع قاعدة بيانات الأفلام العربية
- ألبينا ديجانابيفا على موقع ميوزك برينز (الإنجليزية)
- ألبينا ديجانابيفا على موقع ديسكوغز (الإنجليزية)
- ألبينا ديجانابيفا على موقع قاعدة بيانات الفيلم (الإنجليزية)
- ألبينا ديجانابيفا على موقع كينوبويسك (الروسية)